# Johan Westman (företagsledare)
Johan Westman, född 1973, är en svensk civilingenjör och företagsledare.
Westman tillträdde som verkställande direktör och koncernchef för AAK den 2 maj 2018. Dessförinnan var han Senior Vice President och VD för BlankLight-divisionen inom Shiloh Industries. Han har tidigare varit VD och koncernchef för FinnvedenBulten AB under åren 2009–2014, samt VD för divisionen Finnveden Metal Structures AB under åren 2008–2014. Han var under åtta år managementkonsult hos Arthur D. Little.
Westman har en civilingenjörsexamen inom industriell ekonomi från Chalmers tekniska högskola.